# Ельбталь
Ельбталь (нім. Elbtal) — громада в Німеччині, знаходиться в землі Гессен. Підпорядковується адміністративному округу Гіссен. Входить до складу району Лімбург-Вайльбург.
Площа — 11,12 км2. Населення становить 2370 ос. (станом на 31 грудня 2020).